# دولت‌یار (کرمانشاه)
 دولتیار، روستایی از توابع بخش مرکزی شهرستان کرمانشاه در استان کرمانشاه ایران است.

## جمعیت
این روستا در دهستان رازآور قرار دارد و بر اساس سرشماری مرکز آمار ایران در سال ۱۳۸۵ جمعیت آن ۲۵۵ نفر (۶۵خانوار) بود.